# Kuzneckij Most
Kuzneckij Most (in russo Кузнецкий Мост?) è una stazione della linea Tagansko-Krasnopresnenskaja, la linea 7 della Metropolitana di Mosca. Disegnata da Nina Alëšina e N. K. Samojlova, la stazione divenne la prima con design a colonne sin dagli anni cinquanta.
Fu inaugurata nel 1975 come segmento collegante le linee Ždanovskaja e Krasnopresnenskaja; le colonne sono ricoperte con marmo "gazgan" che forma delle specie di archi, che ricordano un viadotto. Il pavimento è ricoperto con granito nero; i marmi bianco neve delle mura sono decorati con opere di M.N. Alekseev.
L'ingresso della stazione è situato nel cortile dell'edificio №6 di via Roždestvenka. Al lato opposto della stazione, vi è il collegamento con la stazione Lubjanka della linea Sokol'ničeskaja.